# 北京長峰医院
北京長峰医院（中:北京长峰医院）は中華人民共和国の北京市豊台区靛廠路にある病院。2023年4月18日に北京長峰医院火災が発生した。

## 概要
1985年開設。神経内科と血管腫瘍などを専門としている。北京市の医療保険指定病院になっている。

### 火災
2023年4月18日に8階建ての入院病棟から火災が発生し、29人が死亡した。